# Литургия оглашенных (спектакль)
«Литургия оглашенных» (рабочее название «Мистерия оглашенных») — спектакль Театра Алексея Рыбникова.

## История
Впервые поставлен в 1992 году и стал первым спектаклем театра. Фактически театр был создан для постановки «Литургии».
В 2013 году Театром Алексея Рыбникова поставлена новая версия «Литургии оглашенных».

## Либретто
Либретто мистерии было написано композитором Алексеем Рыбниковым и составлено из текстов и стихов из Ветхого и Нового завета, шумерской клинописи, Махабхараты, Литургии Иоанна Златоуста, а также Данте, Беме, Тассо, Экхарта, протопопа Аввакума, Достоевского, Бердяева, Розанова, Набокова, Сологуба, Мандельштама, Хлебникова, Бальмонта, Ремизова, Ахматовой, Брюсова, Бёрнса, Мережковского, Маяковского, Волошина, Бунина с включением народных текстов китайской секты «Жёлтая река», песен монголов-дархат.

## Актёры
Главную роль заключённого Данилова исполнил Борис Плотников. Зэк — Геннадий Матвеев.

## Сценическая версия
Первая постановка «Литургии оглашенных» прошла осенью 1992 года в камерном зале Театра Алексея Рыбникова, рассчитанном на 40 мест. По замыслу композитора, который выступил и постановщиком мистерии, зрители сидели на чёрных пуфиках без спинок в зале, затянутом чёрным бархатом, что создавало ощущения полного погружения в постановку и напряжение. Для постановки была написана специальная световая партитура, которую Алексей Рыбников разрабатывал в течение года. Многие сценические спецэффекты, как, например, пересекающиеся красные лазеры, были использованы в Москве впервые.

## Гастроли в США
После первых показов спектакль со всеми его участниками в составе 60 человек и со всем световым и звуковым оборудованием (общим весом около 16 тонн) пригласили в США на гастроли. Премьера в США состоялась 22 ноября 1994 г в театре «Махафи» города Санкт-Петербург во Флориде в зале на 1500 мест. Постановка получила многочисленные положительные оценки от западной прессы. 